# Río Negro (vattendrag)
Río Negro är ett vattendrag i Argentina.   Det ligger i provinsen Chaco, i den nordöstra delen av landet, 800 km norr om huvudstaden Buenos Aires.
Trakten runt Río Negro består huvudsakligen av våtmarker. Runt Río Negro är det tätbefolkat, med 659 invånare per kvadratkilometer.